# ロビン・フッド (1991年のイギリス映画)
『ロビン・フッド』（原題：Robin Hood）は、1991年制作のイギリスの映画。
イギリスに古くから伝わるロビン・フッド伝説の映画化。ジョン・アーヴィン監督、ジョン・マクティアナン製作総指揮。ケビン・コスナー主演のハリウッド版『ロビン・フッド』と同時期に制作・公開された。なお、アメリカではテレビ映画として放映された。

## あらすじ
12世紀、ノルマン人支配下のイギリス。サクソン人の貴族ロバート・ホードはノルマン人の支配に公然と反抗したため、裁きを受けることになる。
権力者のマイルズ・フォルカネ卿はロバートに公衆の面前での鞭打ち刑を宣告、そんな屈辱を受けるぐらいならと罵詈雑言を吐いたロバートは領地も称号も没収され、監禁されてしまう。
脱獄したロバートはシャーウッドの森に隠れ、そこでリトル・ジョンらノルマン人の圧政に苦しめられている人々と出会う。ロバートは“ロビン・フッド”と名乗り、彼らを率いてノルマン人の支配に反抗することを決意する。
ロビン一味は徴税金を奪取してそれを貧しい者に分配したことから、たちまち庶民たちの英雄となり、フォルカネ卿との結婚を望まないマリアン姫も逃げ出してロビンの仲間に加わる。
しかし、時の支配者ジョン王によってロビン一味に処刑の断が下され、マリアン姫は連れ戻され、フォルカネ卿と強制的に挙式させられることになる。
ロビンはマリアン姫を奪還するべく、仲間たちと共に騎士や芸人に化けて城に入り込み、一斉に攻撃を開始してフォルカネ卿を討ち取った。そして今度は、ロビンとマリアン姫の結婚式が城で行われるのだった。

## キャスト
※括弧内は日本語吹替
- ロビン・フッド / ロバート・ホード卿 - パトリック・バーギン（大塚明夫）
- マリアン姫 - ユマ・サーマン（小山茉美）
- マイルズ・フォルカネ卿 - ユルゲン・プロホノフ（小林清志）
- ロジャー・ダゲール男爵 - ジェローン・クラッベ（田中信夫）
- ジョン王 - エドワード・フォックス（大木民夫）
- ウィル・スカーレット - オーウェン・ティール（若本規夫）
- リトル・ジョン - デビッド・モリシー（玄田哲章）
- タック修道士 - ジェフ・ナトール（神山卓三）
- ハリー - アレックス・ノートン（西村知道）
- マッチ - ダニエル・ウェッブ（大滝進矢）
- ニコル - キャロリン・バックハウス（深見梨加）
- エムリン - アンソニー・オドネル（藤城裕士）